# Gerichtsbezirk Braunau am Inn

Größe des Gerichtsbezirks bis Dezember 2004

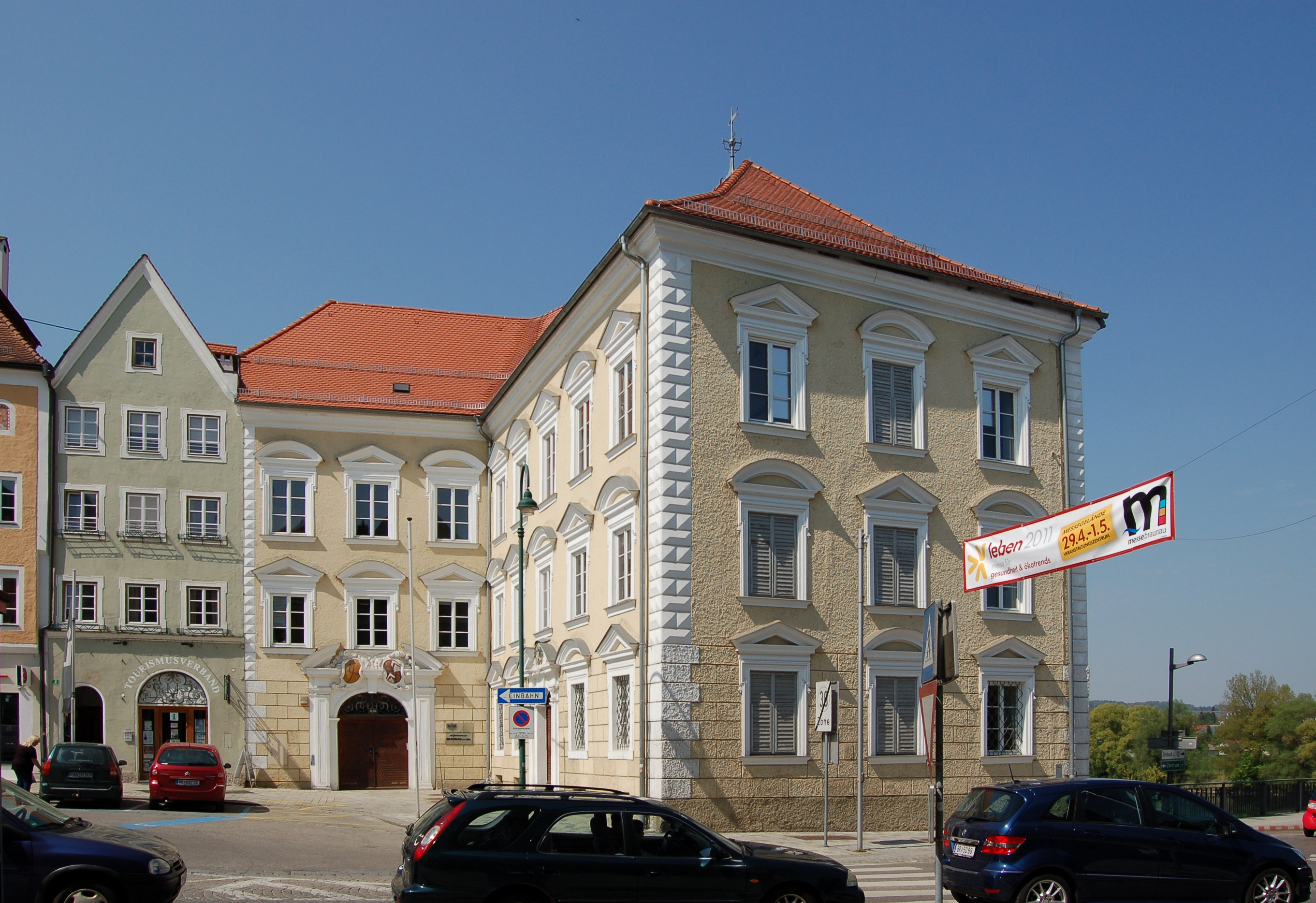
Bezirksgericht Braunau am Inn

Der Gerichtsbezirk Braunau am Inn ist ein dem Bezirksgericht Braunau am Inn unterstehender Gerichtsbezirk im politischen Bezirk Braunau am Inn (Bundesland Oberösterreich). Der Gerichtsbezirk ist neben dem Gerichtsbezirk Mattighofen einer von zwei Gerichtsbezirken im politischen Bezirk Braunau am Inn.

## Geschichte
Der Gerichtsbezirk geht auf das „Land- und Pfleggericht Braunau“ zurück, das ursprünglich dem Herzogtum Bayern unterstand. Dem Gericht in Braunau waren dabei das Landgericht Oberweilhart, das Pfleggericht Braunau, das Landgericht Mauerkirchen, das Pfleggericht Uttendorf, das Forstgericht Burghausen und das Pfleggericht Wildshut zugehörig.
Im Zuge des Bayerischen Erbfolgekrieges musste Bayern jedoch 1779 das Innviertel durch den Frieden von Teschen an Österreich abtreten. Das Gebiet wurde in der Folge Teil von Österreich ob der Enns.
Dem Bezirksgericht unterstanden ursprünglich neun Gemeinden:
Braunau am Inn, Gilgenberg am Weilhart, Handenberg, Mining, Neukirchen an der Enknach, St. Georgen am Fillmannsbach, St. Peter am Hart, Schwand im Innkreis und Überackern.
Mit der Bezirksgerichts-Verordnung der Österreichischen Bundesregierung wurde am 12. November 2002 die Auflösung des Gerichtsbezirkes Mauerkirchen und die Zuweisung des Gebietes zum Gerichtsbezirk Braunau am Inn beschlossen. Mit dem 1. Jänner 2005 trat die Verordnung in Kraft.

## Gerichtssprengel
Seit 2005 umfasst der Gerichtsbezirk Braunau am Inn die oben genannten neun sowie die folgenden zwölf Gemeinden:
Altheim, Aspach, Burgkirchen, Helpfau-Uttendorf, Höhnhart, Mauerkirchen, Moosbach, Polling im Innkreis, Roßbach, St. Veit im Innkreis, Treubach und Weng im Innkreis.